# 氰化銫
氰化銫（化学式：CsCN），俗稱山奈銫，是無機化合物，為氰化物的一種，也是氰化氫的銫盐。它的外觀是无色或白色結晶體、有杏仁味、并且易溶于水的固体，其性質與同族氰化物(氰化鋰、氰化鈉、氰化鉀、氰化銣)類似，是一種还原剂，並是一種劇毒物質。

## 制備
使氢氰酸和氢氧化銫發生反应即可制得:
HCN + CsOH → CsCN + H2O